# Teluk Tigo
Teluk Tigo is een bestuurslaag in het regentschap Sarolangun van de provincie Jambi, Indonesië. Teluk Tigo telt 1559 inwoners (volkstelling 2010).